# Síndrome de alimentación nocturna
El síndrome de alimentación nocturna (SAN) es un desorden alimenticio.

## Historia
El SAN fue descrito originalmente por  Albert Stunkard (profesor de Psiquiatría en la Universidad de Pensilvania) en 1955 y actualmente propuestos para su inclusión en la próxima edición del Manual diagnóstico y estadístico de los trastornos mentales. Actualmente, está incluido en la categoría de otros trastornos alimentarios o alimentarios especificados del DSM-5. El diagnóstico es controvertido, su validez y utilidad clínica ha sido cuestionada y actualmente no existen criterios diagnósticos oficiales.
Reconocido desde 1999, afecta a entre el 1 % y el 2 % de la población. También se le considera un desorden del sueño. A menudo está acompañado o se confunde con el desorden alimenticio relacionado con el sueño, aunque son distintos. Hoy se estima que el 10 % de las personas obesas lo padecen o fue uno de los orígenes de su condición, por no haberlo identificado y tratado a tiempo, ubicándose en la actualidad en un verdadero problema social.

## Descripción
El síndrome consiste en un comportamiento persistente, al contrario del que se produce en los aperitivos ocasionales que algunas personas toman de vez en cuando por la noche. De hecho, la gente con este desorden a menudo es inconsciente de sus comidas nocturnas, aunque algunos sienten que no serán capaces de dormir sin comer primero. Entre aquellos que son conscientes de su comida nocturna, existe a menudo un componente emocional. La comida nocturna suele consistir en lo que se conoce como comfort food (comida de alivio/recompensa). Este síndrome suele confundirse con bulimia nerviosa y con polifagia, mas al parecer son trastornos diferentes.

## Síntomas y conductas
Las personas que sufren el síndrome de alimentación nocturna presentan generalmente los siguientes síntomas:
- Se saltan el desayuno y hacen su primera comida varias horas después de despertar.
- Consumen al menos la mitad de las calorías después de la cena (muchas fuentes indican que es hasta después de las 21:00 o 22:00, y el postre no suele incluirse).
- Los atracones nocturnos casi siempre consisten de carbohidratos; sin embargo, esta alimentación se extiende durante varias horas, lo cual no es consistente con un atracón típico como el de otros desórdenes alimenticios.
- Sufren depresión o ansiedad, a menudo en conexión con sus hábitos alimenticios.
- Los episodios de alimentación nocturna suelen provocar culpabilidad más que placer.[15]
- Tienen desórdenes del sueño e insomnio.
- Más probabilidad de sonambulismo que la media.[16]

Para ser considerado un desorden alimenticio, este modelo debe darse durante dos meses o más.

## Tratamiento
El síndrome de alimentación nocturna tiende a producir un aumento de peso. Hasta el 28 % de quienes se someten a cirugía de bypass gástrico sufren este síndrome. De hecho, aunque los afectados no siempre tienen sobrepeso, una de cada cuatro personas con un sobrepeso de 45 kg o más sufren el síndrome. El desorden se acompaña de lo que los afectados describen como un deseo incontrolable de comer, una adicción, y es a menudo tratado con medicamentos.
La administración de antidepresivos en algunos casos ha resultado ser de ayuda para controlar este síndrome, entre ellos la sertralina.
El síndrome de alimentación nocturna,según un nuevo estudio, podría deberse a una respuesta anormal al estrés.

Las personas que comen durante la noche presentan un patrón diferente de liberación de hormonas como respuesta al estrés que las que comen normalmente [...] Si uno está estresado las 24 horas del día, no habrá una reacción a la inducción del estrés.
Grethe S. Birketvedt, de la Universidad de Tromsø, en Noruega.Reuters Health

La terapia para aumentar la elevación natural de la melatonina nocturna, reducir la respuesta del cuerpo al estrés suprarrenal y elevar leptina o mejorar los niveles de sensibilidad a la leptina son opciones que pueden ayudar a estos pacientes a superar la enfermedad. Otra de las claves puede implicar la disponibilidad de triptófano, un aminoácido importante, en el cuerpo. Más del 70 % de la noche de comer para combatir la ansiedad que participan atracones de hidratos de carbono. Estos alimentos se cree que aumentan la cantidad de triptófano disponible para la conversión de serotonina, la neurotransmisor calmante en el cerebro que promueve una sensación general de bienestar y, a su vez, se convierte en melatonina.

### Medidas coadyuvantes
- Cierre la puerta de la cocina con llave para que en caso de querer pasar, se tenga que despertar y entrar en estado de conciencia. Ponga un candado en el refrigerador para lograr lo mismo. Deje un vaso de leche cultivada light o jugo de soja sin azúcar en su velador para beberlo y saciar la sed, pero también las ganas de algo dulce (pese a que no tiene azúcar) y acostumbrarse a ello porque reemplaza el asalto a la cocina y no provoca caries dentales.
- Cuando cene, mastique bien, coma caliente, y no rechace el arroz o papas o fideos.
- La avena logra saciedad de larguísimo plazo. Puede agregarla a la fruta o a la jalea o simplemente comerla como plato único de noche con leche, y ayudará a su sangre a estar estable y a no querer buscar carbohidratos.